# فيليب بروك
فيليب بروك (بالألمانية: Philipp Bruch)‏ (و. 1781 – 1847 م) هو عالم نبات، وعالم نباتات لاوعائية، وصيدلي من ألمانيا . ولد في تسفايبروكن .